# Bernués
Bernués es una localidad española , en la Jacetania, provincia de Huesca, Aragón. Pertenece  al municipio de Jaca del que dista 22 kilómetros por la A 1205.
Está situada a 917 metros de altitud, al sur de la Peña Oroel y de la sierra de San Juan de la Peña, declarada Paisaje Protegido. Pertenece a  la subcomarca de Suoduruel, en la que predomina el bosque mixto originado por la influencia del clima mediterráneo y atlántico. Abundan las carrascas, boj, tomillo y aliaga.

## Término
En su territorio se integran los términos del Molino de Joaquín la Costa, las pardinas (granjas extensas, apartadas del casco urbano, con viviendas y construcciones agrícolas y ganaderas) de La Carrosa, Lorés y Osán, además de dos colmenares.

## Toponimia
Bernúes aparece citado en la documentación histórica a partir de 992 como Berne, Bernuasse, Bernuassi, Bernos, Bernuas, Bernoscha, Vernuesse y Verne.

## Historia

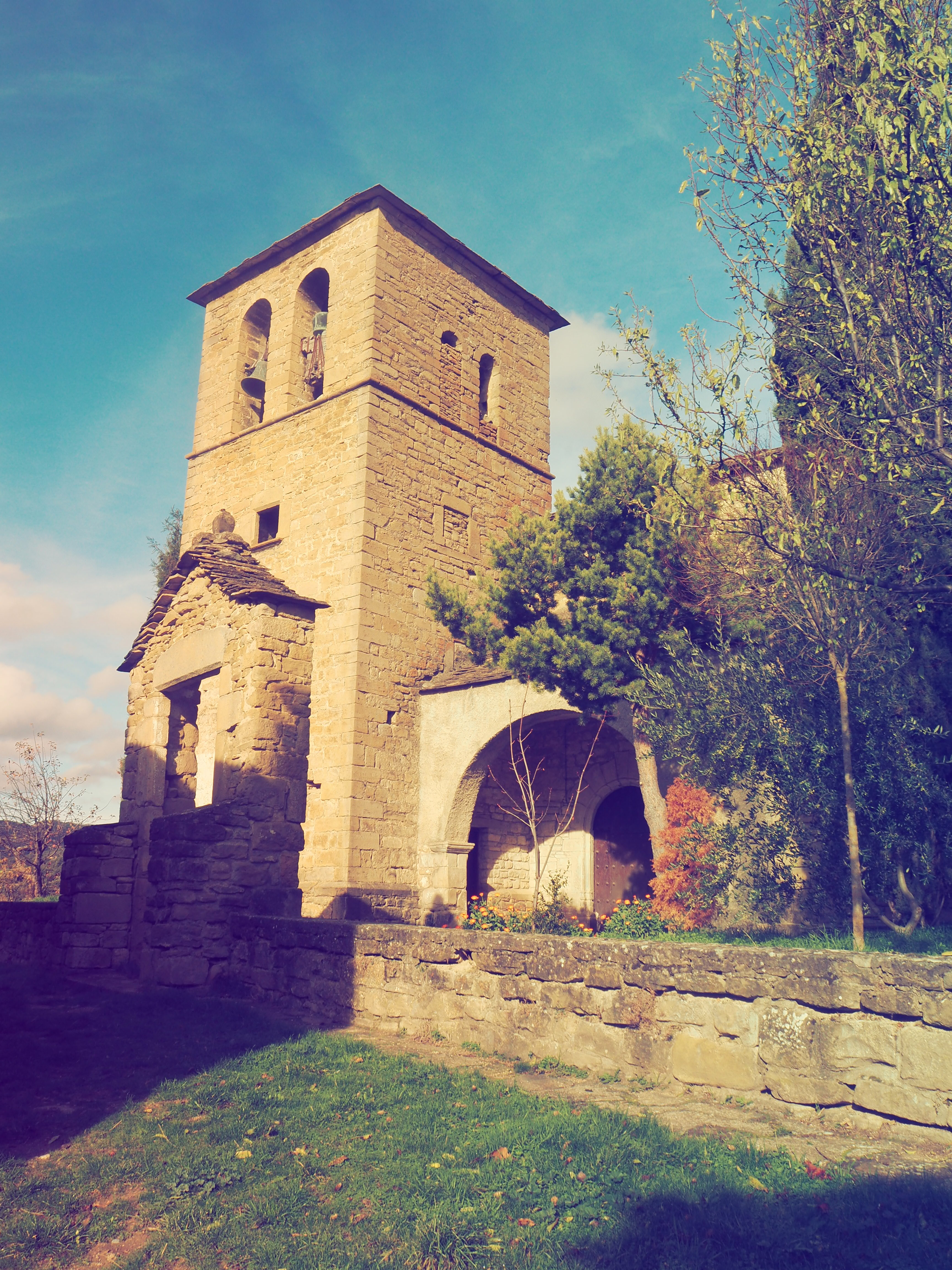
Parroquia de San Miguel

La primera referencia documental referida a Bernués se remonta a comienzos del siglo XI, cuando el rey de Pamplona, Sancho el Mayor, lo donó al monasterio de San Juan de la Peña, al que perteneció durante siglos; aunque se tiene noticia de que en 1610 había pasado a ser propiedad del convento de benedictinas de Jaca. Las donaciones al monasterio de San Juan de la Peña, eran frecuentes y procedían de todos los sectores privilegiados de la sociedad; en 1046, Jimeno, abad de Bernués y Baraguás, hizo una donación a este cenobio. En el término municipal de Bernués, San Juan de la Peña era titular del monasterio de Santo Tomás, al que confirió el rango de priorato. En 1079 lo cedió al monasterio femenino de Santa Cruz de la Serós a cambio del de San Juan de Veia. Actualmente se encuentra en ruinas.

## Demografía
| Gráfica de evolución demográfica de Bernués entre 1842 y 1960 |
| |
| Población de derecho según los censos de población del INE Población de hecho según los censos de población del INEEntre el censo de 1970 y el anterior, este municipio desaparece porque se integra en el municipio Jaca |

En 1495 tenía ocho fuegos (hogares), en los siglos sucesivos su población no superó los sesenta habitantes. En el siglo XIX se produjo un incremento demográfico: el Diccionario de Pascual Madoz precisa que, a mediados de aquel siglo, la localidad tenía 19 casas, casa consistorial "en la que está la cárcel" y "escuela de primeras letras; poco después, en 1857, contaba con 313 habitantes. En el siglo XX, como tantos otros pueblos de su entorno, se despobló: en 1970 tenía 62 habitantes, En 2003 tan solo 25. En época de vacaciones la población aumenta con la estancia temporal de los propietarios de segundas viviendas.
Fue municipio hasta su incorporación al de Jaca en 1964. De las seis unidades territoriales en el que divide el municipio de Jaca, Bernués, junto con Atarés, Botaya y Osia, pertenece a la del Entorno de San Juan de la Peña.
Según detalla del Diccionario de Pascual Madoz, a mediados del siglo XIX, producía: "trigo, avena, centeno, cebada, judías, patatas y maíz y otras legumbres", criaba "algún ganado lanar" y, por otra parte, contaba con un "tejedor de lienzos y otro de telas de lana".

## Arquitectura

### Popular

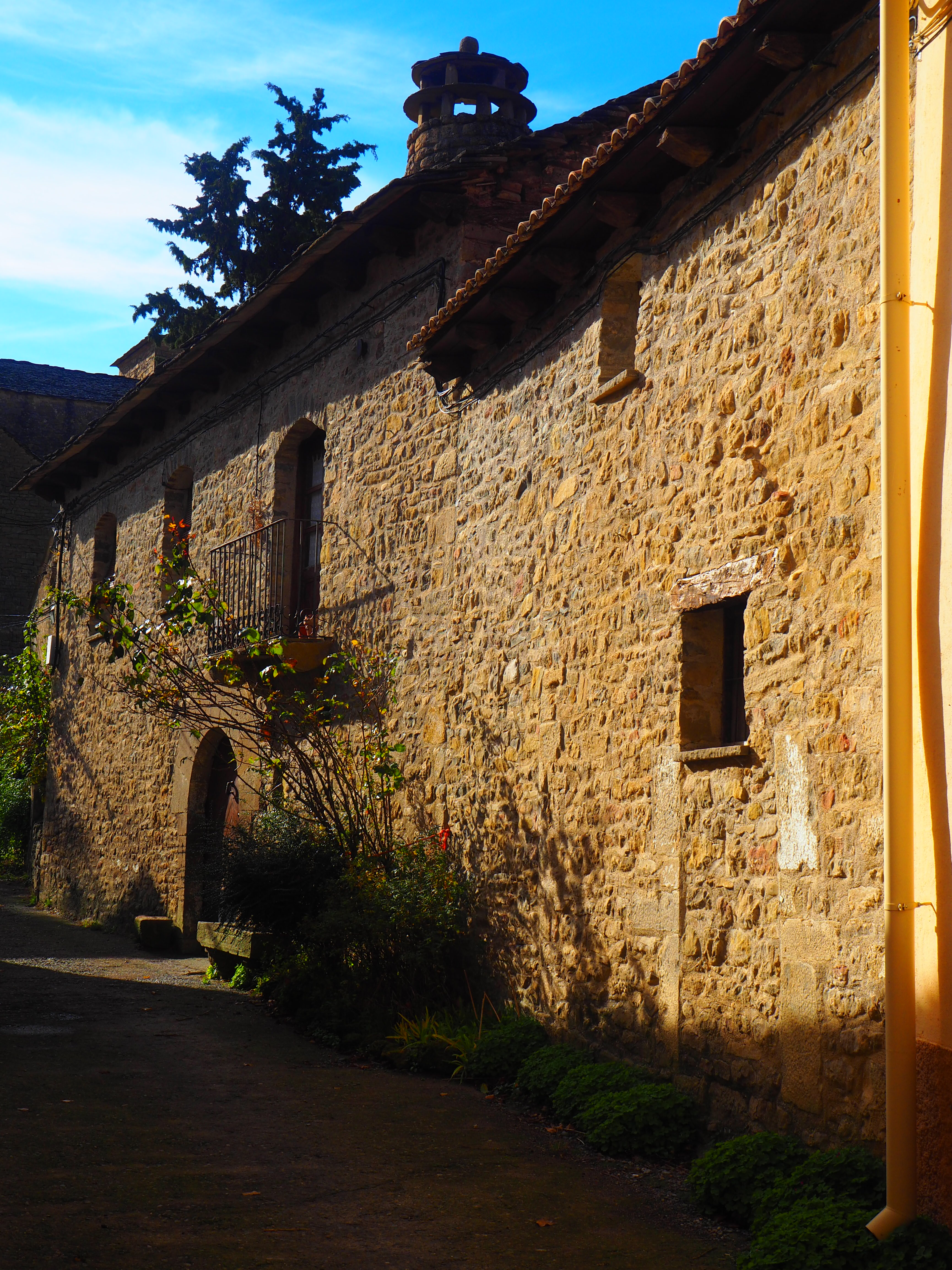
Calle José Fatás

La población se articula a ambos lados de la calle dedicada a José Fatás (1837-1912), catedrático de Derecho, nacido en Bernués. Son abundantes los testimonio de la arquitectura popular de la zona, con cubiertas de losa, chimeneas troncocónicas, patios con suelo de cantos rodados y amplias cocinas con hogar ("fogaril") y, en torno al fuego, un espacioso banco para toda la familia ("cadiera"). En la casa señorial de Bisús (siglo XVII) el dueño, desde la ventana de su dormitorio, podía vigilar a sus criados sentados en la cocina'. Entre las viviendas destacadas, cabe citar casa Gairín, construida en el siglo XVIII.

### Parroquia deSan Martín de Tours
Es barroca, tiene planta rectangular, cuenta con una sola nave y dos capillas laterales a cada lado. La cabecera está separada del resto de la nave por un arco de medio punto y su cubierta es de bóveda de cañón; el testero es recto. A mediados del siglo XIX, el Diccionario de Pascual Madoz la describía de esta manera: "Edificio regular, fabricado de piedra, con cinco altares".
En la clave del arco de la puerta, orientada al sur, se figura un crismón románico, se estima que procedería de la iglesia románica anterior o de la ermita de san Alejandro, actualmente en ruinas, que se encuentra en la falda del monte Larraín. El grabado del cáliz con la sagrada forma es posterior. Los retablos son barrocos (siglos XVII y XVIII), tanto el principal, dedicado a la Asunción de la Virgen, como los laterales. La torre, de sillarejo, está adosada al muro oeste, es de planta cuadrada, tiene tres cuerpos desiguales, en el último se abren dos vanos para las campanas.

## Fiestas locales
- 15 de agosto, Asunción de la Virgen. Fiestas mayores.
- 11 de junio, san Alejandro, antiguamente se celebraba una romería a la ermita de este santo.

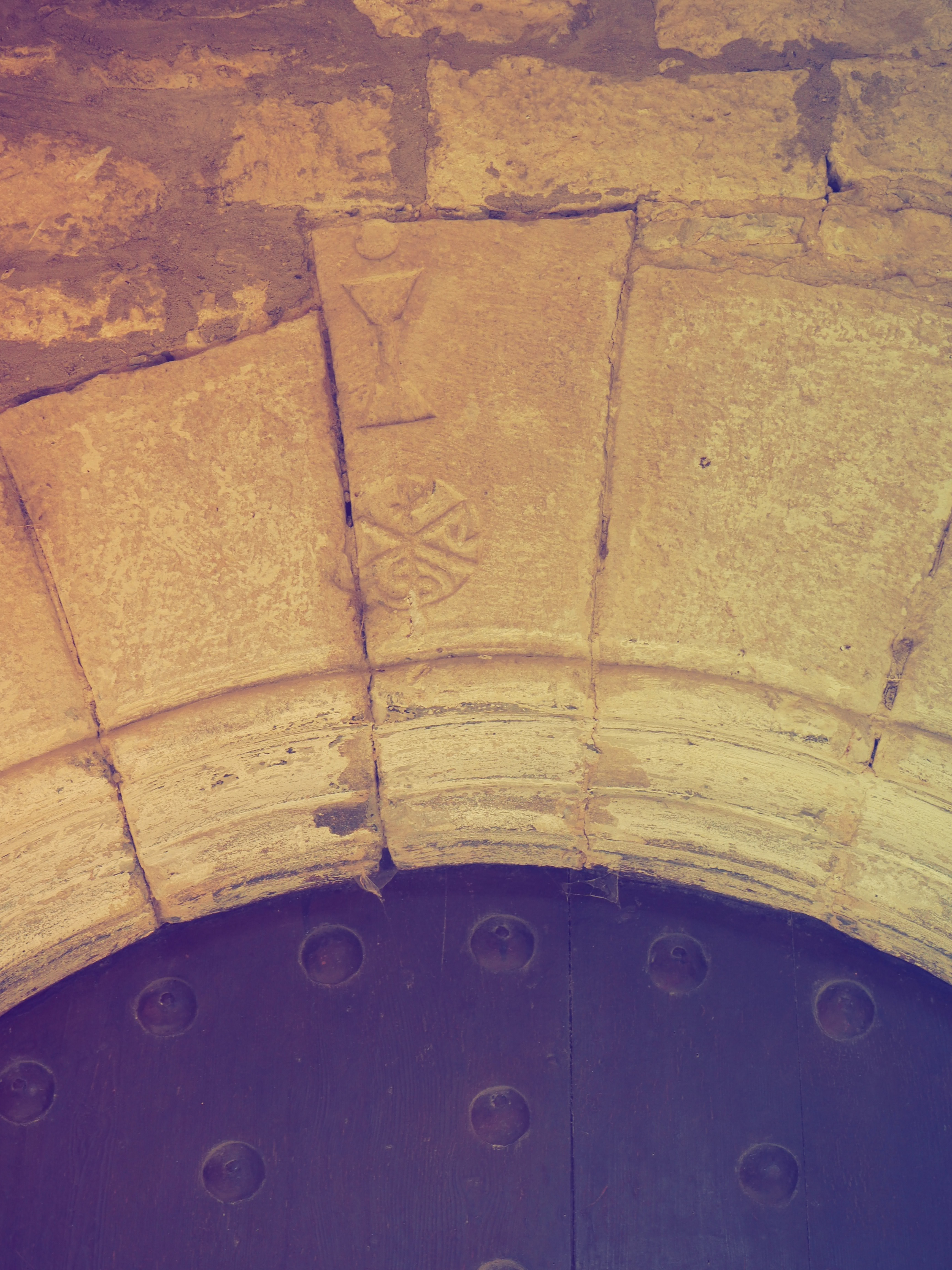
Crismón en la portada de la parroquia
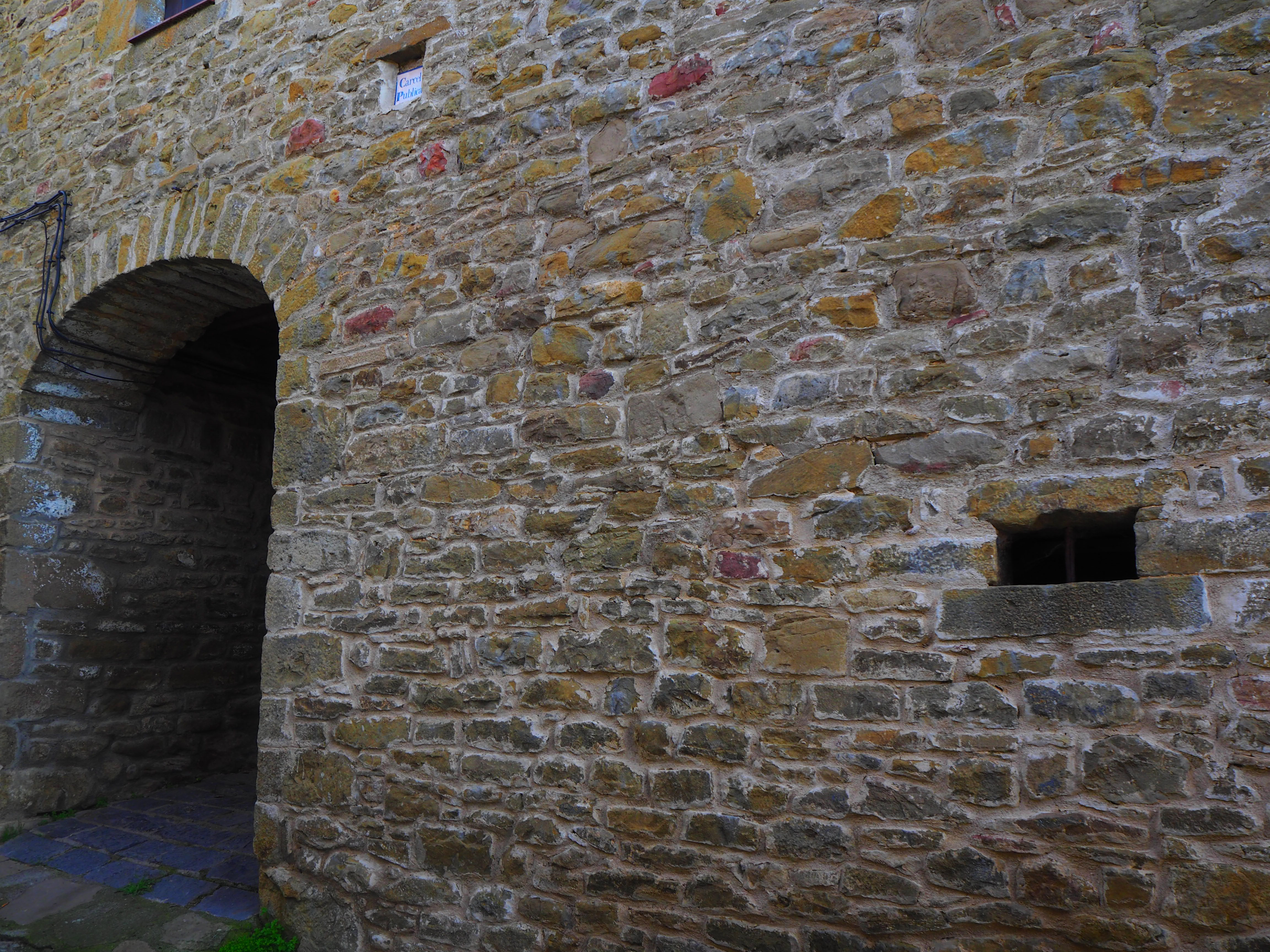
Tragaluz a la calle de la "Cárcel Pública"